# السر المقدس للكون

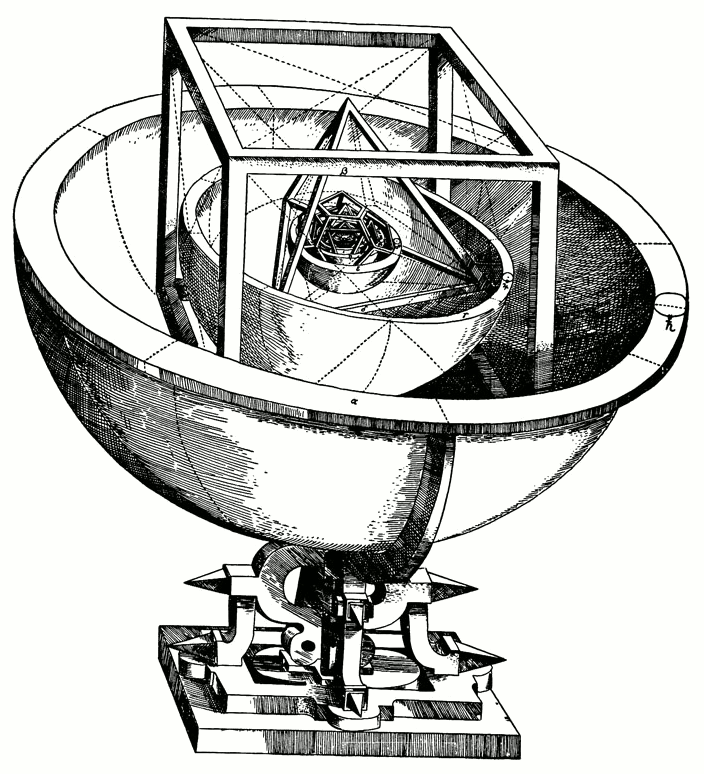
مجسمات أفلاطون كما رسمها كبلر، نموذجا للنظام الشمسي. الرسم جاء في كتاب السر المقدس للكون

السر المقدس للكون (باللاتينية: Mysterium Cosmographicum) هو كتاب كتبه عالم الفلك الألماني يوهانس كبلر فنشره في مدينة توبينغن في عام 1597. أعاد نشره مرة ثانية في عام 1621. اقترح كبلر بأنه بالإمكان التعبير عن المسافات بين الكواكب الستة المعروفة آنذاك من خلال المجسمات الأفلاطونية الخمسة محصورة في كرة ممثلة بمسار الكوكب زحل.
يشرح الكتاب نظرية كبلر حول الفلك، معتمدا في ذلك على نظرية مركزية الشمس التي جاء بها نيكولاس كوبرنيكوس حيث تُملي المجسمات الأفلاطونية بنية الفلك وتعكس لخطة الله من خلال الهندسة.
كان هذا الكتاب المرة الثانية بعد نيكولاس كوبرنيكوس حيث يكتب أن نظرية مركزية الشمس هي نظرية صحيحة فيزيائيا. دافع توماس ديغز عن كوبرنيكوس في ملحق لكتاب له كتبه عام 1576.

## الأشكال والكواكب
هذا الكتاب هو أول عمل جادّ كتبه كبلر حول الفلك. هو ثاني عمل يدافع عن النظام الكوبيرنيكي. ادعى كبلر أنه جاءه إلهام في التاسع عشر من يوليوز من عام 1595، بينما كان يدرس في مدينة غراتس، مبينا الاقتران الدوري لكوكبي زحل والمشتري في منطقة البروج.